# Апсилы
Апси́лы, абси́лы — одно из древних племён, проживавших на территории современной Абхазии и сыгравших решающую роль в образовании абхазской народности.
С I века имели собственное государственное образование — Апсилию.
Впервые апсилы упоминаются в сочинениях Плиния Старшего в I в. н. э. как gens Absilae, а также Флавия Арриана во II веке как Αψιλαι.
Со 2-й половины VIII века после политического поглощения Апсилии Абазгией апсилы в документах не упоминаются.

## Название
Само название «апсилы», по мнению Юрия Воронова, образовано путём присоединения грузинского аффикса принадлежности «-эли» к абхазскому корню «апс» и было воспринято античными авторами из картвельских языков.
Этноним «апсилы» сохранился в самоназвании абхазов — Апсуа, а также языковом своеобразии современного абхазского языка — абжуйского диалекта.